# رولف باي
رولف باي (بالنرويجية البوكمول: Rolf Bae)‏ هو متسلق الجبال نرويجي، ولد في 9 يناير 1975 في تروندهايم في النرويج، وتوفي في 1 أغسطس 2008 في جبل كي 2 في الصين.